# Dianética

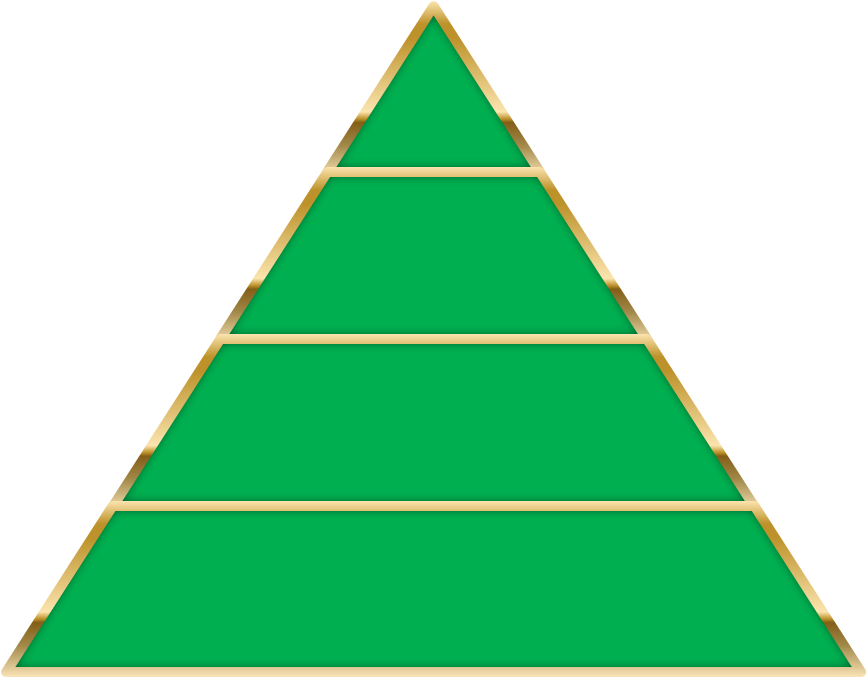
Logotipo empleado para representar la dianética.

La dianética (del griego: día, ‘a través’; nous, ‘razón, mente’) es una de las creencias que profesan los miembros de la cienciología. La dianética, desde su origen a principios de la década de 1950, se ha dado a conocer al público a través de varios libros escritos por el autor de ciencia ficción L. Ronald Hubbard, su creador. La comunidad científica considera la dianética como una pseudociencia.

## Historia

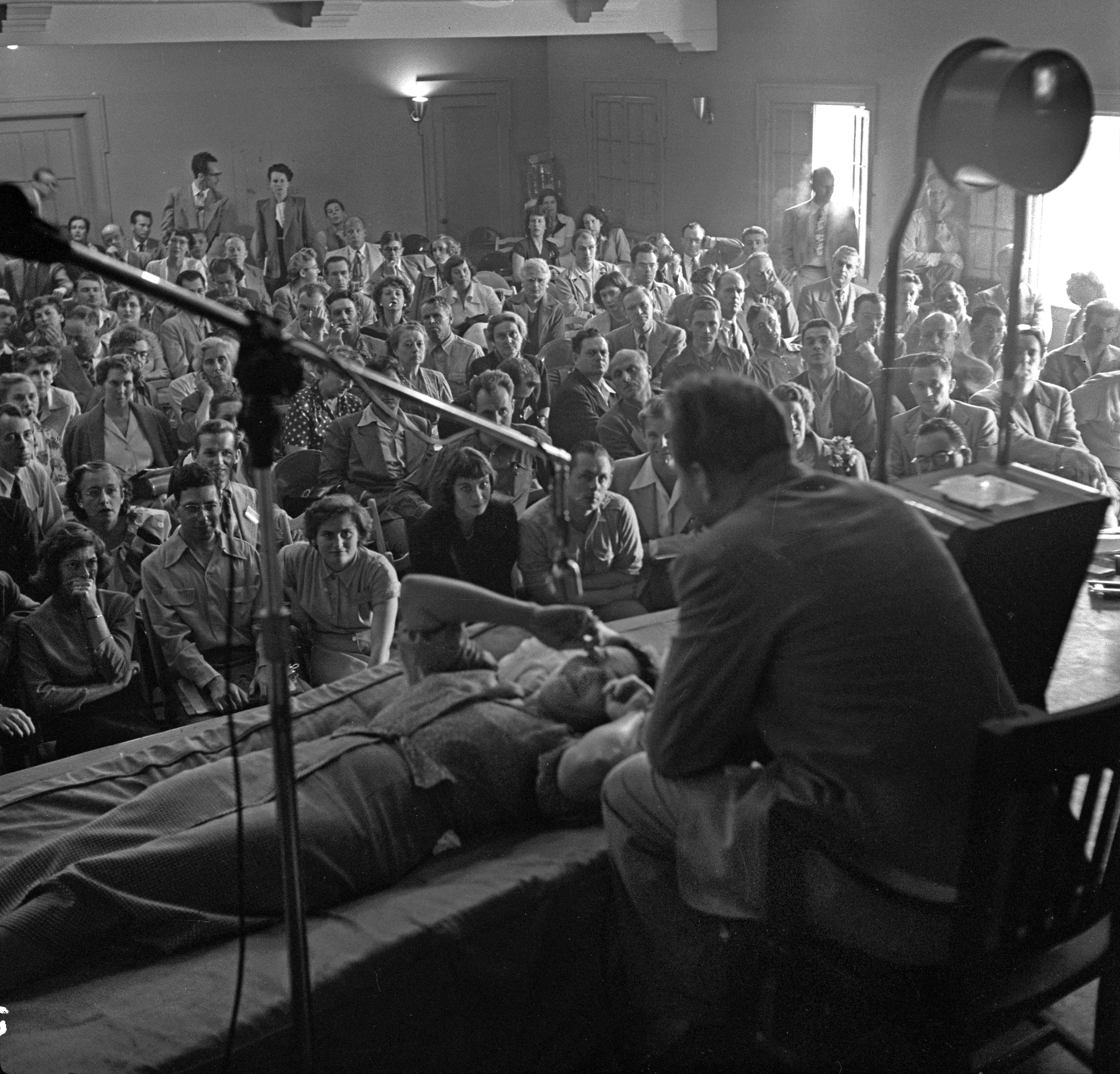
Hubbard llevando a cabo un seminario de dianética en Los Ángeles en 1950.

En abril de 1950 Hubbard y John W. Campbell crearon la Fundación de Investigación de la Dianética de Hubbard (Hubbard Dianetic Research Foundation) en Elizabeth, Nueva Jersey, destinada a la promoción de la terapia dianética. Poco después creó una segunda fundación en Los Ángeles bajo la dirección del escritor de ciencia ficción A. E. van Vogt.
El primer texto publicado sobre la dianética apareció en mayo de 1950, en la revista de ciencia ficción «Astounding Science-Fiction», bajo el título «Dianética: la evolución de una ciencia» («Dianetics: The Evolution of a Science»).
«Dianética: la ciencia moderna de la salud mental», aparecido también en mayo de 1950, es el primer libro que fue publicado y desde entonces hasta la fecha es considerado la principal fuente de referencia de la dianética, razón por la que los cienciólogos lo apodan como el «libro uno». En la actualidad, también se vende con el título «Dianética: el poder de la mente sobre el cuerpo» («Dianetics: the Power of the Mind over the Body»). Se convirtió en un libro muy vendido muy poco después de su aparición.
En septiembre de 1950, la Asociación Estadounidense de Psicología (American Psychological Association) hizo un llamamiento advirtiendo a los psicólogos clínicos sobre la falta de validez científica de la terapia propuesta por Hubbard.
En enero de 1951, apareció un folleto titulado «Procesamiento dianético: un breve estudio de proyectos de investigación y resultados preliminares» («Dianetic Processing: A Brief Survey of Research Projects and Preliminary Results»), en el que se informaba de los supuestos resultados de una serie de pruebas realizadas con la terapia dianética, afirmando haber curado con ella la manía, la depresión, el asma, la artritis, la colitis y haber convertido a homosexuales en heterosexuales.
En 1951 Hubbard publicó el libro «Dianética: la tesis original» («Dianetics: The Original Thesis»). Según la cienciología, este libro fue escrito en 1947. En 1983 se publicó con el título «Las dinámicas de la vida» («The Dynamics of Life»).
En 1951 el Consejo de Examinadores Médicos de Nueva Jersey (New Jersey Board of Medical Examiners) denunció a la Fundación de Investigación de la Dianética de Hubbard por pretender ejercer medicina sin licencia. La fundación cerró, provocando el fin del proceso, pero sus acreedores comenzaron a exigir la liquidación de sus deudas pendientes. Don Purcell, un millonario dianetista de Wichita, Kansas, ayudó para evitar la bancarrota, pero las finanzas de la fundación fallaron de nuevo en 1952.
En 1952 Hubbard empezó a desarrollar una nueva ideología religiosa, la cienciología, con lo que el desarrollo de la dianética pasó a un segundo plano, si bien su popularización en el ámbito de la narrativa prosiguió de la mano de Mark Clifton y Frank Riley, quienes con su novela «La máquina de la eternidad» («The Forever Machine»), publicada en 1954 con el título de «Ellos preferirían tener razón» («They'd Rather Be Right»), ganaron el Premio Hugo de 1955. En opinión de su traductor al español, Miquel Barceló, supone «un posible intento de tecnificar la “dianética”, esa ciencia-camelo para la perfección de la actividad mental humana, creada en esos años por el autor de ciencia ficción L. Ron Hubbard».
En la actualidad, la cienciología se dedica a promover la dianética para la mejora personal. Sin embargo, no puede ser demostrada su efectividad y no es aceptada por la psicología actual como terapia.

## Críticas
Harvey Jay Fischer, de la Universidad de Nueva York intentó verificar en 1953 los supuestos efectos de la terapia dianética, sin encontrar tras su aplicación cambios significativos en el funcionamiento intelectual, las habilidades matemáticas o los conflictos de personalidad contra lo que afirmaba Hubbard. Un estudio posterior de 1959 llevado a cabo por Jack Fox en la misma universidad intentó verificar algunas de las tesis dianéticas, con la colaboración de la Dianetic Research Foundation, una organización afín a esa doctrina, sin encontrar tampoco nada. Un posterior análisis de John A. Lee states en 1970 tampoco añadió nada significativo, desembocando en una crítica en torno a sus incongruencias pseudocientíficas.